# Панозеро (присілок)
Панозеро (рос. Панозеро, карел. Puanajärvi) — старовинне карельське селище в складі Кривопорозького сільського поселення Кемського району Республіки Карелія, комплексна пам'ятка історії.

## Галерея

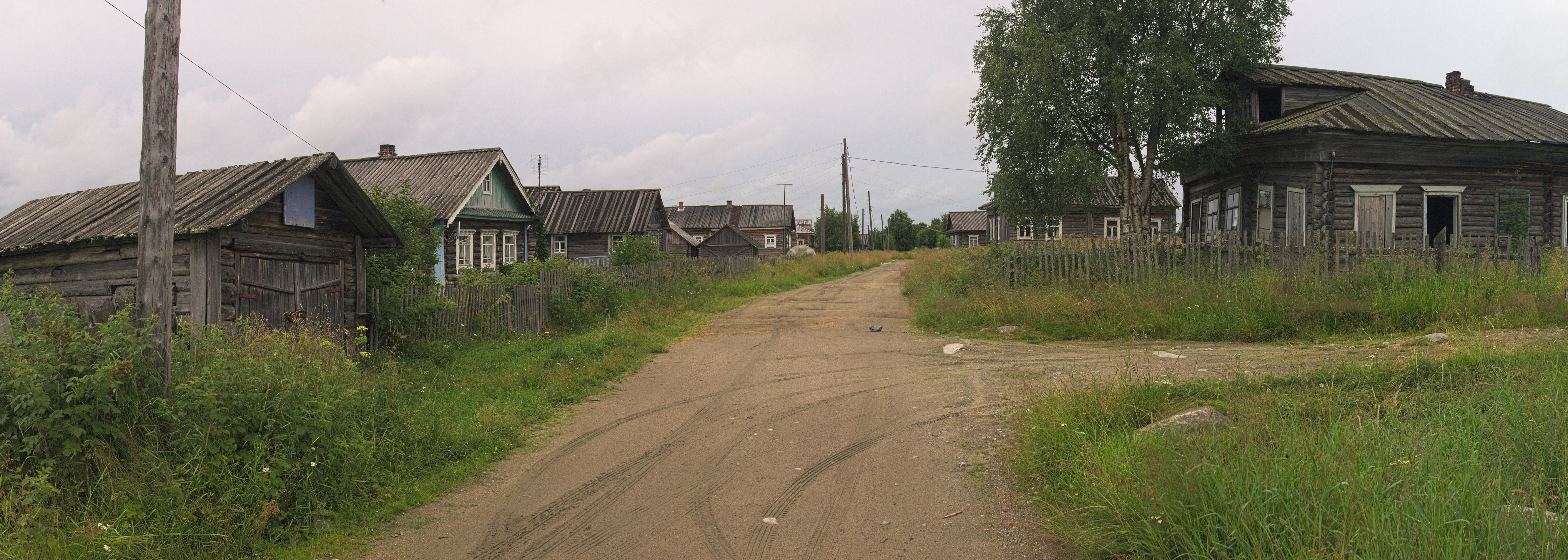
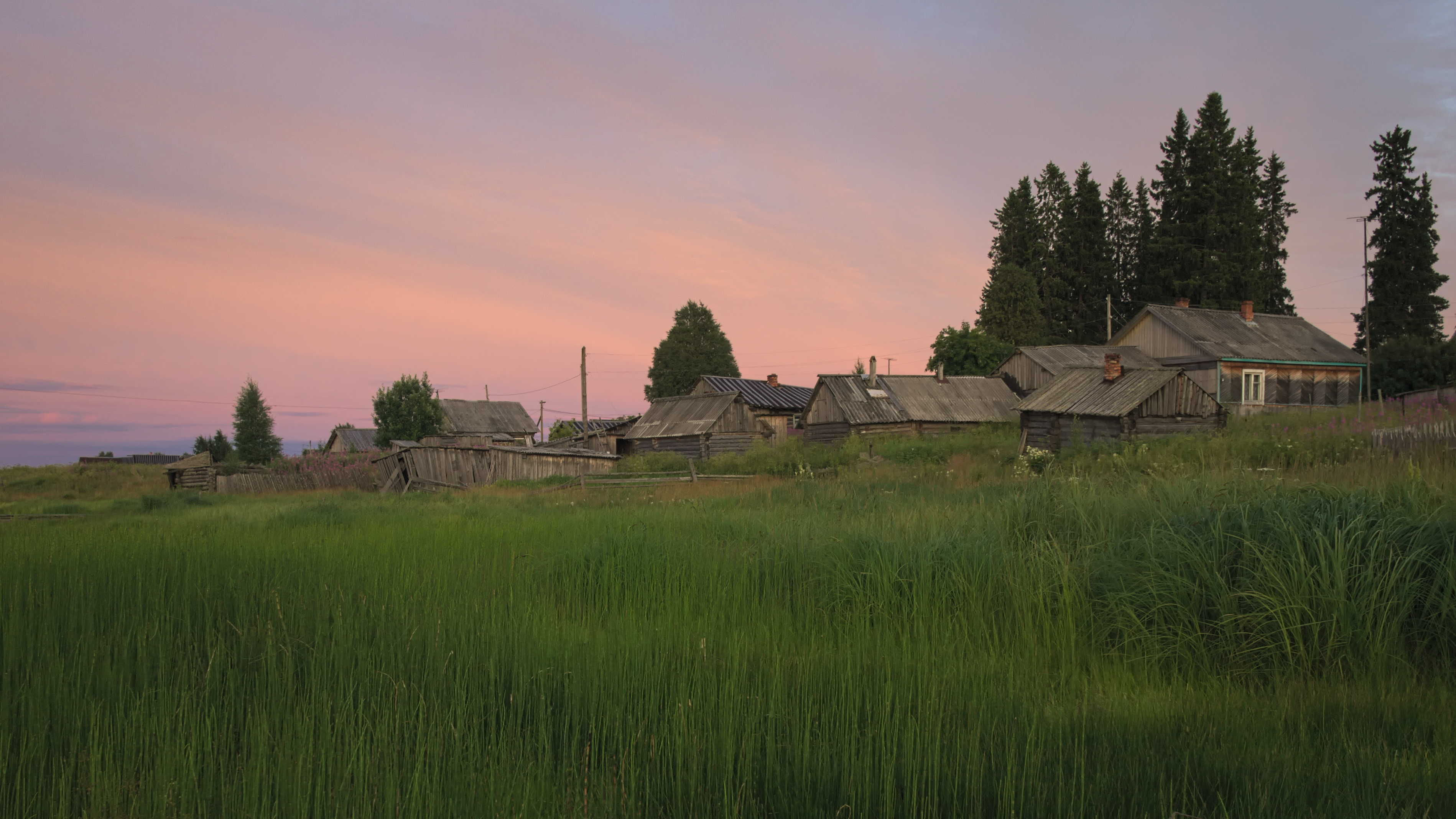

## Населення
| 2002 | 2009 | 2010 | 2013 |
| ---- | ---- | ---- | ---- |
| 89   | ↘56  | ↗59  | ↘52  |